# Nadežda Torlopova
Nadežda Viktorovna Torlopova (in russo Надежда Викторовна Торлопова?; 23 novembre 1978) è una pugile russa.

## Palmarès

### Olimpiadi
- 1 medaglia:
  - 1 argento (Londra 2012 nei pesi medi)

### Mondiali dilettanti
- 2 medaglie:
  - 1 oro (Barbados 2010 nei +81 kg)
  - 1 bronzo (Qinhuangdao 2012 nei 75 kg)